# Ассельфінген
Ассельфінген (нім. Asselfingen) — громада в Німеччині, знаходиться в землі Баден-Вюртемберг. Підпорядковується адміністративному округу Тюбінген. Входить до складу району Альб-Дунай.
Площа — 12,85 км2. Населення становить 1049 ос. (станом на 31 грудня 2020).